# 峰尾晋一

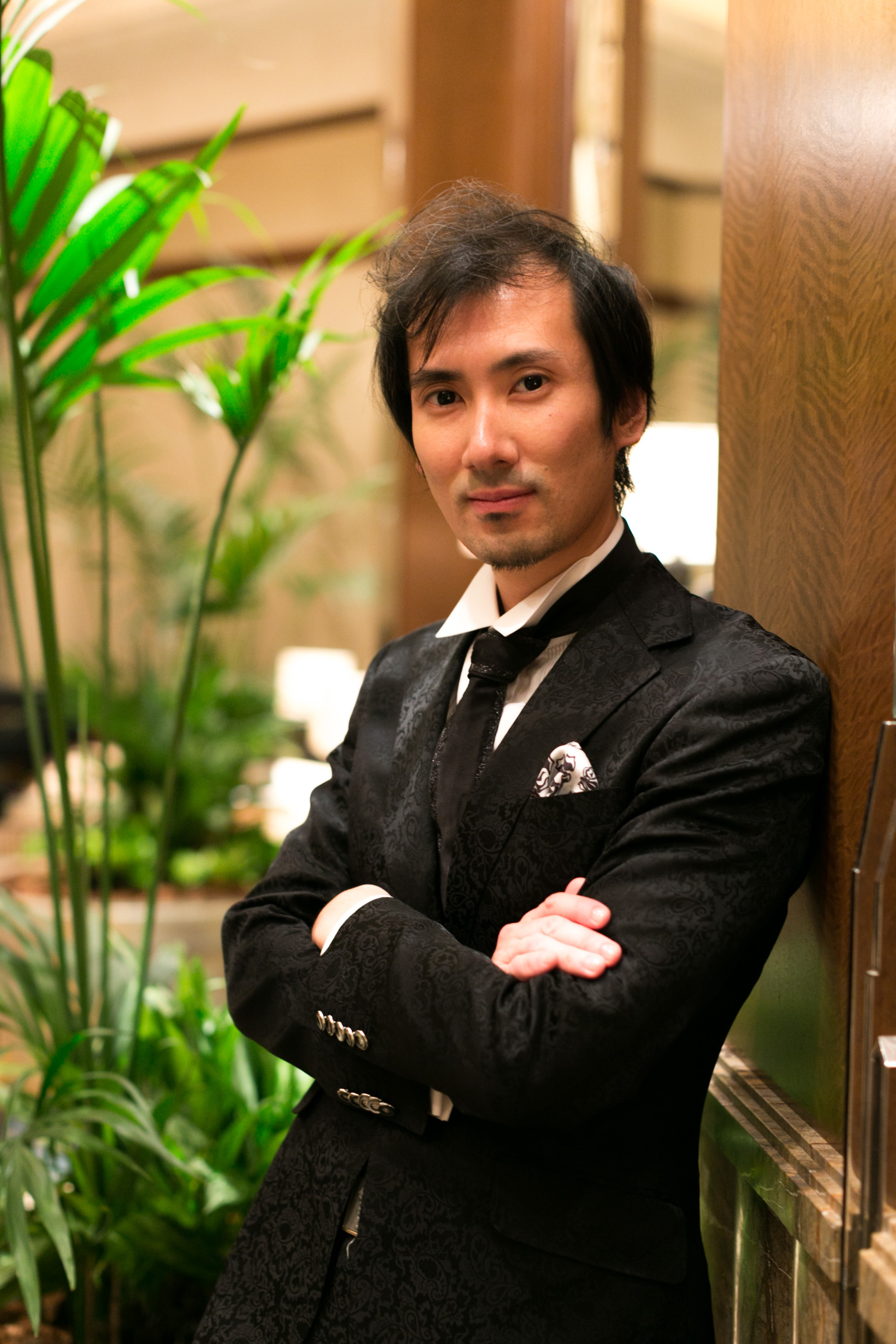

峰尾 晋一（みねお しんいち）は日本の実業家。株式会社ハッピーカムカム代表取締役社長。
ハッピーカムカムは東京都内を代表する老舗結婚相談所で、社長である峰尾晋一も大手メディアに数多く登場している。
全世界からVERSACEのアイテムを購入するほどの、大のVERSACE好きでも有名。
2001年に新卒で入社した株式会社NTTデータを、「VERSACEが買えない」という理由で1年で退職している。

## 経歴
北海道出身。明治大学文学部史学地理科を卒業後、2001年に株式会社NTTデータに入社。
2002年、株式会社NTTデータを退社し、株式会社ハッピーカムカム取締役に就任。
2009年、株式会社ハッピーカムカム代表取締役に就任。
2016年に放映されたフジテレビの報道番組「ユアタイム」の幸福グラフでのコメント「男は犬」発言は、ユアタイム史上最高視聴率をたたき出す。
2021年　日本結婚相談所連盟（IBJ）において、入会賞、成婚優秀賞を受賞し、1日1人のペースで成婚を出している。